# Rubens Paiva
Rubens Beyrodt Paiva (Santos, 26 de diciembre de 1929-Río de Janeiro, 21 de enero de 1971) fue un ingeniero civil y político brasileño que, como congresista de la Cámara de Diputados de Brasil, se opuso a la implementación de una dictadura militar en Brasil en 1964. Por su vinculación con actividades consideradas "subversivas" por el régimen dictatorial, fue aprehendido por las fuerzas militares y posteriormente torturado y asesinado. Su cuerpo nunca fue encontrado.
Licenciado en ingeniería, Rubens fue elegido diputado federal por el Partido Laborista Brasileño (PTB) en 1962. Después del golpe de 1964, Rubens fue acusado mediante el primer Acto Institucional y se autoexilió; al regresar a Brasil, volvió a la ingeniería y a ocuparse de los negocios, pero mantuvo contacto con los exiliados.
En 1971, la represión del régimen lo detuvo, debido a su vinculación con el guerrillero Carlos Lamarca. Rubens murió en las instalaciones de un cuartel militar entre el 20 y el 22 de enero de 1971. Su cuerpo fue enterrado y desenterrado varias veces por agentes de represión hasta que sus restos fueron arrojados al mar, frente a las costas de la ciudad de Río, en 1973, dos años después de su muerte. 
Eunice Paiva, su viuda, luchó durante años por el reconocimiento de la responsabilidad del Estado en su muerte. El caso fue uno de los investigados por la Comisión Nacional de la Verdad, que confirmó el asesinato de Paiva a unos 40 años de su desaparición. Rubens es padre del escritor Marcelo Rubens Paiva, quien escribió un libro sobre su historia, posteriormente adaptado al cine en 2024, película galardonada con el premio a la mejor película internacional en la 97.ª edición de los Premios Óscar.

## Carrera política
La carrera política de Paiva comenzó a ascender en octubre de 1962, cuando fue elegido diputado por el estado de São Paulo por el Partido Laborista Brasileño. Asumió el cargo en febrero del año siguiente y participó en el Comité de Investigación creado para examinar las actividades tanto del Instituto de Investigaciones y Estudios Sociales (Instituto de Pesquisas e Estudos Sociais) como del Instituto Brasileño de Acción Democrática (Instituto Brasileiro de Ação Democrática). Esas dos organizaciones supuestamente financiaban a comentaristas y escritores que advirtieron sobre la "amenaza roja" en Brasil. El Comité descubrió que algunos cheques se estaban depositando en las cuentas de los oficiales militares; este esquema patrocinaba el próximo golpe de Estado. Con el Golpe de 1964, Paiva tuvo su mandato revocado para el 10 de abril de 1964.

## Exilio y regreso
Tras el golpe en 1964, Paiva se exilió en Yugoslavia y en París, Francia. Nueve meses después, se suponía que debía volar a Buenos Aires para una reunión con los líderes depuestos João Goulart y Leonel Brizola. Durante la escala en Río de Janeiro, le dijo a la azafata que se iba a comprar cigarrillos. Luego, tomó otro vuelo a São Paulo, rumbo a su casa, donde vivían su esposa e hijos. Paiva se mudó con ellos a Río de Janeiro y regresó a trabajar como ingeniero civil, pero aún mantuvo contacto con los militantes de izquierda exiliados.
Rubens Paiva fundó, junto al editor Fernando Gasparian, el periódico Jornal de Debates y fue el último director de Última Hora en São Paulo.
Después de una visita a Santiago de Chile para ayudar a la hija exiliada de su amigo Bocaiúva Cunha, Paiva regresó a Brasil. En su viaje, fue identificado erróneamente como un contacto de "Adriano", que era el contacto de Carlos Lamarca, entonces el nombre principal en la lista de más buscados que tenía el régimen dictatorial de Brasil.

## Detención y muerte
Rubens Paiva, Mário Alves de Souza, Stuart Angel Jones y Carlos Alberto Soares de Freitas fueron detenidos por los organismos de seguridad brasileños en 1971 y fueron desaparecidos. Paiva y Alves de Souza, de acuerdo a testimonios, fueron torturados y asesinados en el DOI-Codi, en la calle Barão de Mesquita.

## En la cultura popular
Rubens Paiva es interpretado por Selton Mello en la película de 2024 Aún estoy aquí, dirigida por Walter Salles. Es el primer largometraje brasileño de Salles en 16 años. La película tuvo su estreno mundial en el Festival Internacional de Cine de Venecia, donde recibió elogios de la crítica, con elogios unánimes hacia la actuación de la actriz Fernanda Torres y Mello, y fue premiada con el Osella de Oro al Mejor Guion. El guion fue escrito por Murilo Hauser y Heitor Lorega, y adaptado del libro de memorias de Marcelo Rubens Paiva, hijo de Eunice. En septiembre de 2024, la película fue seleccionada como la candidata brasileña a la Mejor Película Internacional en la 97.ª edición de los Premios Oscar y ganó la estatuilla. 